# Shirozuella motuoensis
Shirozuella motuoensis – gatunek chrząszcza z rodziny biedronkowatych i podrodziny Coccinellinae. Występuje w Chinach.

## Taksonomia
Gatunek ten opisany został po raz pierwszy w 2012 roku przez Wang Xingmina, Ge Fenga i Ren Shunxianga na łamach „ZooKeys”. Opisu dokonano na podstawie okazów odłowionych w 2007 i 2009 roku. Jako miejsce typowe wskazano Hanmi w powiecie Motuo na terenie Tybetu. Epitet gatunkowy pochodzi od lokalizacji typowej.

## Morfologia
Chrząszcz o podługowato-owalnym, słabo wysklepionym ciele długości od 1,6 do 1,8 mm i szerokości od 1 do 1,2 mm, z wierzchu porośniętym przerzedzonym owłosieniem. Głowa ma ubarwienie żółte do żółtawobrązowego z brązowymi głaszczkami szczękowymi. Czoło pokryte jest drobnymi punktami, oddalonymi od siebie na odległość wynoszącą od 2 do 4 ich średnic. Przedplecze jest żółtobrązowe, punktowane drobniej niż głowa. Trójkątna tarczka ma ciemnobrązowe ubarwienie. Pokrywy są czarniawe z parą wielkich, żółtych plam w tylnej połowie oraz wąsko zażółconymi wierzchołkami. Punktowanie pokryw jest większe niż na przedpleczu, bezładne, punkty rozstawione są na odległość wynoszącą od 1 do 2,5 ich średnic. Spód ciała jest czarny z ciemnobrązowym przedpiersiem oraz brązowymi podgięciami pokryw. Przedpiersie i śródpiersie (mezowentryt) są słabo szagrynowane i niewyraźnie punktowane. Odnóża są brązowe z żółtawymi biodrami. 
Linie udowe na pierwszym widocznym sternicie odwłoka (wentrycie) są kompletne, łączą się V-kształtnie i dochodzą do jego tylnej krawędzi. Genitalia samca mają płat środkowy (ang. penis guide) w widoku brzusznym krótki, przysadzisty, w pierwszych 2/3 prawie równoległoboczny, dalej zwężony ku ściętemu i zaopatrzonemu w parę trójkątnych wyrostków wierzchołkowi, w widoku bocznym zaś wąski, najszerszy u nasady, zwężający się ku spiczastemu i lekko zakrzywionemu. Smukłe paramery są mniej więcej dwukrotnie dłuższe od tegoż płata. Samo prącie jest długie i smukłe, silnie zakrzywione w 2/5 długości i wyraźnie pośrodku nabrzmiałe. Genitalia samicy mają 3,5 raza dłuższe niż szerokie i ku tępym szczytom zwężone gonokoksyty z małymi, ale wyraźnymi gonostylikami.

## Rozprzestrzenienie
Owad endemiczny dla Chin, znany tylko z powiatu Motuo w Tybecie. Spotykany na wysokości od 1000 do 2100 m n.p.m.